# 769 (szám)
A 769 (római számmal: DCCLXIX) egy természetes szám, prímszám.

## A szám a matematikában
A tízes számrendszerbeli 769-es a kettes számrendszerben 1100000001, a nyolcas számrendszerben 1401, a tizenhatos számrendszerben 301 alakban írható fel.
A 769 páratlan szám, prímszám. Normálalakban a 7,69 · 102 szorzattal írható fel.
Proth-prím, azaz k · 2ⁿ + 1 alakú prímszám. Másodfajú Szábit-prím. Második típusú köbös prím.
Mírp.
A 769 négyzete 591 361, köbe 454 756 609, négyzetgyöke 27,73085, köbgyöke 9,16169, reciproka 0,0013004. A 769 egység sugarú kör kerülete 4831,76950 egység, területe 1 857 815,373 területegység; a 769 egység sugarú gömb térfogata 1 904 880 029,3 térfogategység.
A 769 helyen az Euler-függvény helyettesítési értéke 768, a Möbius-függvényé −1.